# Опарин, Михаил Сергеевич
Михаил Сергеевич Опарин (22 мая 1993) — российский футболист, вратарь клуба «Урал». Мастер спорта России.

## Биография
Воспитанник омской СДЮСШОР «Динамо», тренеры М. Семерня, С. Воропаев. На юношеском уровне играл за тольяттинскую «Академию» и молодёжную команду «Крыльев Советов».
В 2011 году получил предложение от пермского «Амкара», в составе молодёжной команды которого сыграл в сезонах 2011—2013 годов. В матче против московского «Динамо» в компенсированное время забил гол, принеся команде ничью.
Часть сезона 2012/13 провёл в команде ПФЛ «Калуга», проходил просмотр в «Тюмени». Сезон 2013/14 отыграл в омском «Иртыше», в составе которого провел 15 матчей первенства ПФЛ и 2 игры Кубка России.
Три года провёл в составе красноярского «Енисея», защищал ворота команды в стыковых матчах против тульского «Арсенала».
Летом 2017 года перешёл в «Тосно», подписав контракт на три года. Отыграл матчи 1/16 и 1/8 финала Кубка России 2017/18. Дебютировал в премьер-лиге 4 марта 2018 года в гостевом матче против «СКА-Хабаровск» (1:0). Летом 2018 года вернулся в самарский клуб, однако за три месяца не сыграл ни одного матча за команду и 31 августа перешёл в «СКА-Хабаровск».

## Достижения
«Тосно»
- Обладатель Кубка России: 2017/18